# 広島市立神崎小学校
広島市立神崎小学校（ひろしましりつ かんざきしょうがっこう）は、広島県広島市中区舟入中町にある市立小学校。

## 沿革
- 1910年（明治43年）3月31日 - 神崎尋常小学校創立
- 1910年（明治43年）4月1日 - 開校
- 1924年（大正13年）4月1日 - 「神崎尋常高等小学校」と校名変更。
- 1941年（昭和16年）4月1日 - 「神崎国民学校」と校名変更。
- 1941年（昭和20年）4月3日 - 山県郡吉坂村、本地村、南方村に約380名が集団疎開
- 1945年（昭和20年）8月6日 - 原爆投下により、児童140名、教諭3名、他4名が犠牲となる。
- 1947年（昭和22年）4月1日 - 学制改革により「広島市立神崎小学校」に改称。
- 1950年（昭和25年）4月1日 - 広島市立神崎小学校が教職員12名で復校

## 学区
- 河原町
- 舟入町
- 舟入中町
- 舟入本町
- 舟入幸町

## 進路
卒業生は基本的には広島市立江波中学校に進学する。

## 交通
- 広島電鉄
  - 広島電鉄江波線・舟入町停留場下車
- バス 
  - 舟入本町バス停下車

## 著名な関係者
出身者
- 今枝仁 - 弁護士
- 中沢啓治 - 漫画家、被爆時の1年生の時に在籍。